# Lamas (Braga)

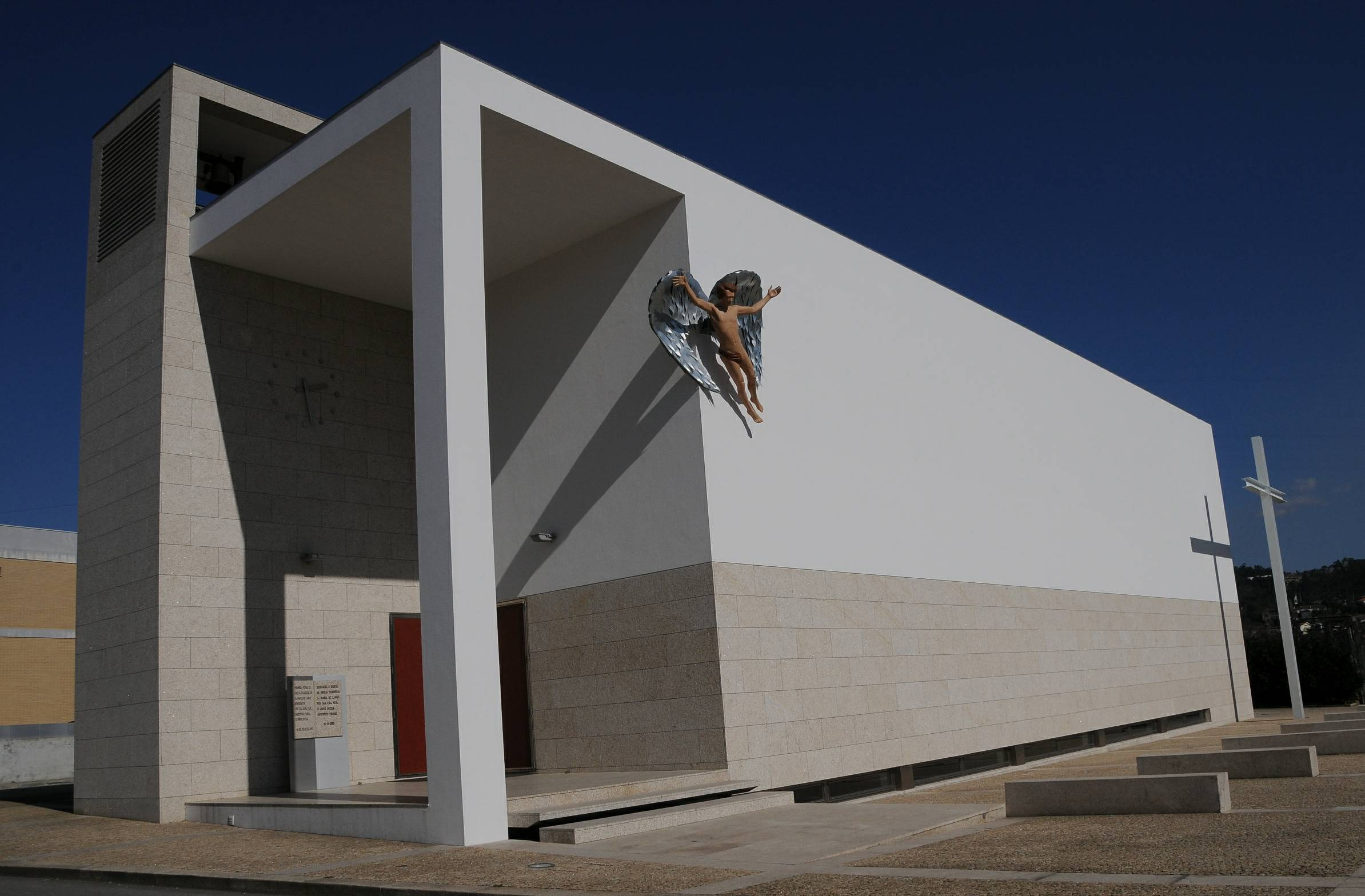
Igreja nova de Lamas.

Lamas é uma povoação portuguesa sede da Freguesia de Lamas do Município de Braga, freguesia com 1,25 km² de área e 852 habitantes (censo de 2021), tendo, por isso, uma densidade populacional de 681,6 hab./km².

## Demografia
A população registada nos censos foi:
| Distribuição da População por Grupos Etários | Distribuição da População por Grupos Etários | Distribuição da População por Grupos Etários | Distribuição da População por Grupos Etários | Distribuição da População por Grupos Etários |
| -------------------------------------------- | -------------------------------------------- | -------------------------------------------- | -------------------------------------------- | -------------------------------------------- |
| Ano                                          | 0-14 Anos                                    | 15-24 Anos                                   | 25-64 Anos                                   | > 65 Anos                                    |
| 2001                                         | 152                                          | 131                                          | 373                                          | 52                                           |
| 2011                                         | 161                                          | 117                                          | 487                                          | 77                                           |
| 2021                                         | 126                                          | 114                                          | 486                                          | 126                                          |

## Património
- Mamoa de Lamas
- Igreja de Lamas
- Igreja nova de Lamas